# Bohdan Šust
Bohdan Romanovyč Šust (in ucraino Богдан Романович Шуст?; Sudova Vyshnia, 4 marzo 1986) è un ex calciatore ucraino, di ruolo portiere.

## Carriera

### Club
Ha iniziato la sua carriera da professionista nel Karpaty Lviv nel 2004, collezionando alla fine 19 presenze.
A metà del campionato ucraino 2005 si trasferisce allo Šachtar. Nella stagione 2007-2008 gioca solo 5 gare, concedendo 6 gol. Nella stagione 2008-2009 ha disputato una partita venendo sostituito nel secondo tempo.
Nell'estate del 2009 si trasferisce in prestito al Metalurh Donetsk.

### Nazionale
Ha partecipato ai Mondiali Under-20 del 2005.
Con la nazionale maggiore ucraina ha preso parte al campionato del mondo 2006.

## Statistiche

### Cronologia presenze e reti in nazionale
| Cronologia completa delle presenze e delle reti in nazionale ― Ucraina | Cronologia completa delle presenze e delle reti in nazionale ― Ucraina | Cronologia completa delle presenze e delle reti in nazionale ― Ucraina | Cronologia completa delle presenze e delle reti in nazionale ― Ucraina | Cronologia completa delle presenze e delle reti in nazionale ― Ucraina | Cronologia completa delle presenze e delle reti in nazionale ― Ucraina | Cronologia completa delle presenze e delle reti in nazionale ― Ucraina | Cronologia completa delle presenze e delle reti in nazionale ― Ucraina |
| Data                                                                   | Città                                                                  | In casa                                                                | Risultato                                                              | Ospiti                                                                 | Competizione                                                           | Reti                                                                   | Note                                                                   |
| ---------------------------------------------------------------------- | ---------------------------------------------------------------------- | ---------------------------------------------------------------------- | ---------------------------------------------------------------------- | ---------------------------------------------------------------------- | ---------------------------------------------------------------------- | ---------------------------------------------------------------------- | ---------------------------------------------------------------------- |
| 28-2-2006                                                              | Baku                                                                   | Azerbaigian                                                            | 0 – 0                                                                  | Ucraina                                                                | Amichevole                                                             | -                                                                      |                                                                        |
| 28-5-2006                                                              | Kiev                                                                   | Ucraina                                                                | 4 – 0                                                                  | Costa Rica                                                             | Amichevole                                                             | -                                                                      | 46’                                                                    |
| 5-6-2006                                                               | Gossau                                                                 | Ucraina                                                                | 3 – 0                                                                  | Libia                                                                  | Amichevole                                                             | -                                                                      | 46’                                                                    |
| 7-2-2007                                                               | Ramat Gan                                                              | Israele                                                                | 1 – 1                                                                  | Ucraina                                                                | Amichevole                                                             | -1                                                                     |                                                                        |
| Totale                                                                 |                                                                        | Presenze                                                               | 4                                                                      |                                                                        | Reti                                                                   | -1                                                                     |                                                                        |

## Palmarès

### Competizioni nazionali
- Campionato ucraino: 4

Shakhtar: 2004-2005, 2005-2006, 2007-2008, 2011-2012
- Coppa d'Ucraina: 2

Shakhtar: 2007-2008, 2011-2012
- Supercoppa d'Ucraina: 3

Shakhtar: 2005, 2008, 2012

### Competizioni internazionali
- Coppa UEFA: 1

Shakhtar: 2008-2009